# Црква Светих Петра и Павла у Рановцу
Црква Светих Петра и Павла у Рановцу (општина Петровац на Млави) подигнута је 1875/1876. године, заштићена је као непокретно културно добро и има статус споменика културе.

## Архитектура цркве
Црква је саграђена у духу романтичарског историцизма, као једнобродна грађевина са олтарском апсидом на истоку, бочним певничким апсидама и звоником на западу. Просторно је подељена на једноделни олтарски простор, наос са петостраним певничким просторима и припрату са галеријом над којом је изведен звоник. Декорацију фасада одликују архитектонски елементи у виду кровног и подеоног венца, фриза слепих аркадица и детаљи изведени црвеном опеком, који својим обликом прате лучне завршетке правих и слепих монофора и окулуса. Посебна пажња посвећена је обради западне фасаде са наглашеним улазним порталом, осликаним нишама и лунетом, једним окулусом и витким звоником.
Иконе на иконостасу и живопис новијег су датума. Црква поседује вредне примере икона, богослужбених књига и сасуда. Нарочито се издвајају три иконе које су 1969. године утврђене за споменик културе. Реч је о иконама: Христ на престолу рад сликара зографа из средине 18. века, Богородица са Светим Николом, Светим Јованом, Светим Георгијем, Светим Савом, Светим Симеоном и Светим Димитријем, рад пожаревачког сликара Живка Павловића из 1835. године и икона Светих Петра и Павла из 1837. године, рад сликара зографа са југа.